# Dr. Buhmann Schule
Die Dr. Buhmann Schule gGmbH in Hannover ist eine Berufsbildende Schule mit den Kernkompetenzen Wirtschaft, Management und Sprachen. Die Bildungseinrichtung für Jugendliche und Erwachsene bietet Grundausbildungen für Berufsanfänger sowie Weiterbildungen. Sitz der gemeinnützigen GmbH ist die Prinzenstraße 13 in Hannover-Mitte in einem denkmalgeschützten Gebäude. Sie wurde von Friedrich Buhmann im Jahr 1907 gegründet.

## Aufbau und Angebote

### Dr. Buhmann Schule – für Realschüler und Weiterbildung

#### Einjährige Berufsfachschule Wirtschaft
Die Einjährige Berufsfachschule Wirtschaft, vielen noch als "Höhere Handelsschule" bekannt, ermöglicht Schulabgängern mit Realschulabschluss erste berufliche Erfahrungen und damit eine Vorbereitung auf betriebliche Ausbildungsplätze. Die Inhalte entsprechen dem ersten Ausbildungsjahr für die Büroberufe Bürokaufmann/-frau und Kaufmann/-frau für Bürokommunikation.
Schüler können ggf. einen höheren Schulabschluss erwerben, den Erweiterten Sekundarabschluss I.

#### Berufsausbildungen in den Bereichen Informatik, Fremdsprachen und Gestaltung
Es gibt eine Vielzahl staatlich anerkannter Berufsabschlüsse, die man nur an Schulen erwerben kann. Dazu gehören Kaufmännische Assistenten und Gestaltungstechnische Assistenten. Diese Berufsausbildungen bieten die Möglichkeit, gleichzeitig mehrere Abschlüsse zu erwerben;
1. den staatlich anerkannten Berufsabschluss;
2. den Erweiterten Sekundarabschluss I sowie
3. den schulischen Teil der Fachhochschulreife.[6]

##### Fachoberschulen
Fachoberschulen vermitteln die Fachhochschulreife und damit die Berechtigung, an einer Fachhochschule zu studieren. Entsprechend hoch sind die Anforderungen, insbesondere auch in den allgemeinbildenden Fächern Deutsch, Englisch und Mathematik. Der Übergang nach der Klasse 10 der Realschule auf die Fachoberschule ist aber einfacher als der Übergang in eine gymnasiale Oberstufe. Zusätzlich lernen Schüler in der Klasse 11 den beruflichen Alltag kennen, denn sie absolvieren während des ganzen Schuljahres an drei Tagen der Woche ein Praktikum und besuchen 12 Stunden pro Woche die Schule. In der Klasse 12 findet dann Vollzeitunterricht statt. Etwa ein Drittel der Unterrichtsstunden ist für die berufsbezogenen Fächer reserviert, auch an Nachmittagen können Projekte stattfinden. Berufstätige, die bereits eine Berufsausbildung abgeschlossen haben, können direkt in die Klasse 12 eintreten. In den Fachoberschulen bieten wir ein Zusatzprogramm am Nachmittag mit betreuten Übungseinheiten und Veranstaltungen zur Berufsperspektive.

##### Fachoberschule Wirtschaft und Verwaltung
Das kaufmännische und verwaltende Berufsfeld umfasst eine breite Palette von Berufsbildern. Diese Fachoberschule bietet zur Wahl zwischen folgenden Schwerpunkten:
1. Schwerpunkt Wirtschaft: Die berufsbezogenen Fächer Wirtschaft sind Betriebswirtschaft mit Rechnungswesen, Volkswirtschaft und Informationsverarbeitung.
2. Schwerpunkt Verwaltung und Rechtspflege: Die berufsbezogenen Fächer sind Wirtschafts- und Finanzkunde, Rechtslehre, Staats- und Verwaltungskunde sowie Informationsverarbeitung.
3. Schwerpunkt Informatik: Das berufsbezogene Fach Informatik umfasst Geschäftsprozesse, Datenbanken, Programmierung von Anwendungssystemen, IT-Systeme und Netzwerke sowie ein IT-Projekt.[6]

### Dr. Buhmann Akademie – für Abiturienten

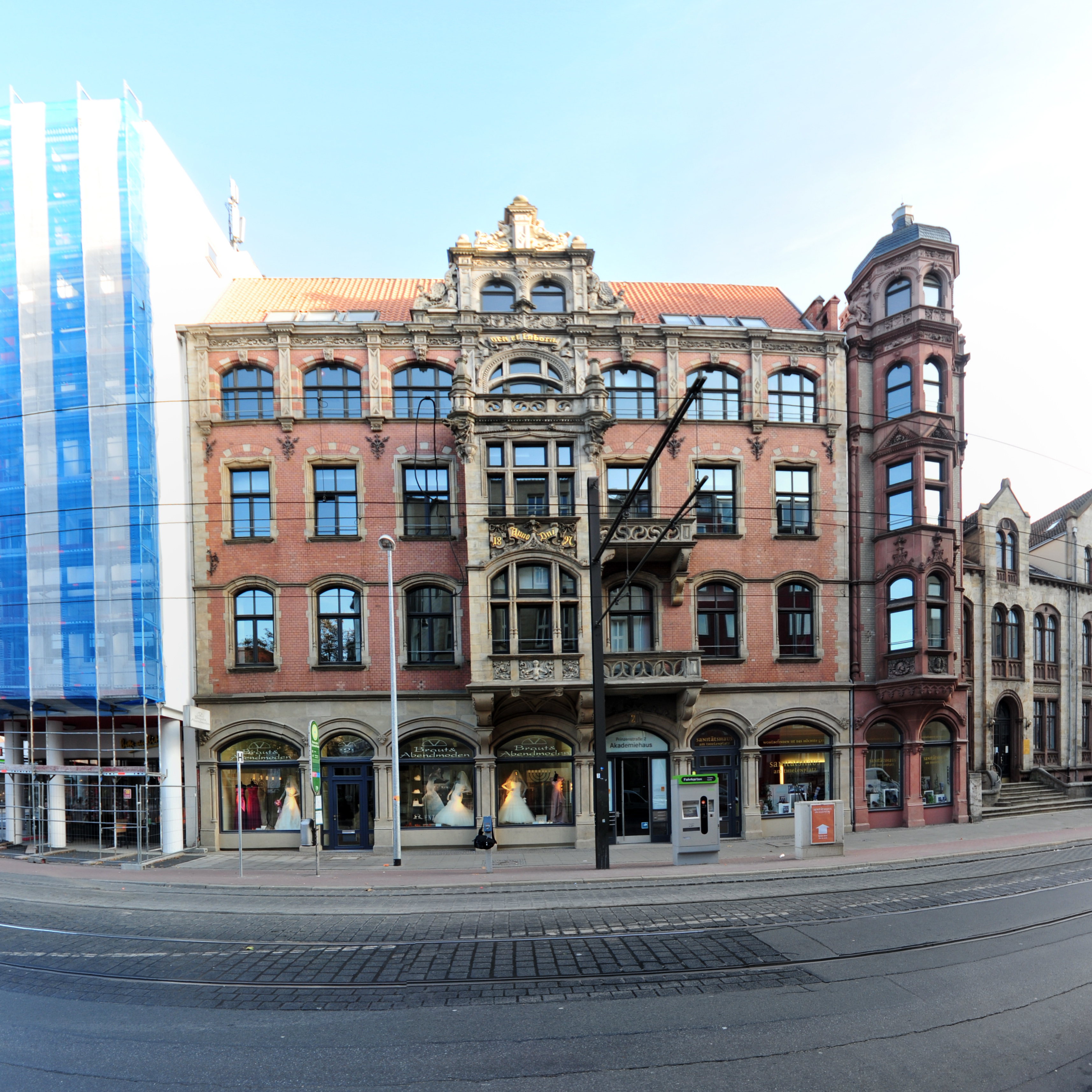
Das denkmalgeschützte Akademiehaus in der Prinzenstraße 2

An der Dr. Buhmann Akademie wählen die absolvierten Abiturienten und Absolventen mit Fachhochschulreife zunächst – je nach persönlichen Interessen – zwischen den Ausbildungswegen und den Vertiefungsfächern.

#### Bachelor of Arts
Der Entscheidung zwischen den Studienfächern
1. Internationales Management und
2. Internationales Marketing

folgt die zweijährige, staatlich anerkannte Ausbildung zum Kaufmännischen Assistenten für Fremdsprachen und Korrespondenz. Daran schließt sich ein einjähriges Auslandsstudium in England zum Bachelor of Arts an.

#### Gepr. Betriebswirt und Bachelor of Arts
Der Entscheidung zwischen den Studienfächern
1. Internationaler Tourismus,
2. Eventmanagement,
3. Sportmanagement,
4. Internationales Management oder
5. Internationales Marketing

folgt ein dreijähriger Ausbildungsgang, der den Berufsabschluss des Kaufmännischen Assistenten für Fremdsprachen und Korrespondenz einschließt und darüber hinaus zum Abschluss als Geprüfter  Betriebswirt. Inbegriffen ist ein halbjähriges Praktikum, das nach Möglichkeit im Ausland absolviert werden soll sowie Exkursionen, die zusätzliche Praxiserfahrungen vermitteln. Optional wird ein kurzes Anschlussstudium zum Bachelor of Arts an einer der Partneruniversitäten geboten.
Weitere Studiengänge:
1. Online-Marketing & E-Commerce
2. Immobilien- und Gebäudemanagement

#### Bachelor of Arts
1. Mediendesign & Visual Arts

## Kosten und finanzielle Förderung
Die staatlich anerkannten Bildungsgänge werden mit staatlichen Zuschüssen unterstützt, darüber hinaus fallen Lehrgangs- und Prüfungskosten an. Je nach Voraussetzungen sind BAföG, Meister-BAföG, Bildungskredite und Stipendien möglich, in vielen Fällen auch Kindergeld und Steuerfreibeträge.